# バスケットボールブルキナファソ代表
バスケットボールブルキナファソ代表（バスケットボールブルキナファソだいひょう、Burkina Faso men's national basketball team）は、ブルキナファソバスケットボール連盟により国際大会に派遣される男子バスケットボールのナショナルチームである。

## 歴史
アフリカ選手権は2013年に初出場を果たす。

## 主な国際大会成績
- オリンピック
  - 出場なし
- ワールドカップの成績
  - 出場なし
- アフリカ選手権の成績
  - 2013年 ― 16位